# Premios Estatales de Literatura de Baja California
Los Premios Estatales de Literatura de Baja California son un concurso bienal que otorga una presea en efectivo a escritores y residentes bajacalifornianos en los distintos géneros literarios, así como la publicación de sus trabajos. Es organizado por el Gobierno de Baja California a través de la Secretaría de Cultura de Baja California desde el año 1990. 

## Historia
El certamen tuvo su primera emisión el año 1990 con el objetivo de estimular la creación literaria y la producción editorial en Baja California. Desde entonces se convoca cada dos años a las personas nacidas en Baja California, así como nacidos en otras entidades o en el extranjero que comprueben una residencia de al menos 5 años en Baja California. 
Durante décadas el premio individual se mantuvo en 25 mil pesos, una bolsa que se incrementó a partir de la edición del año 2022, para ofrecer 40 mil pesos a los ganadores.  
En febrero del 2023 se anuncia una convocatoria complementaria de la edición de los Premios Estatales de Literatura, en la que se incluye por primera vez la categoría de Crónica.   

## Galardonados
| Año     | Poesía                                                                | Cuento                                                | Novela                                               | Dramaturgia | Cuento para niñas y niños                                                                                      | Dramaturgia para niñas y niños                                             | Ensayo                                                                                             | Periodismo cultural | Crónica                                                        | Referencias                |
| ------- | --------------------------------------------------------------------- | ----------------------------------------------------- | ---------------------------------------------------- | --- | --- | -------------------------------------------------------------------------- | -------------------------------------------------------------------------------------------------- | --- | -------------------------------------------------------------- | -------------------------- |
| 1990    | Pájaros sueltos de Mario Bojorquez                                    | Chomolungma de Estela Alicia López Lomas              | El juego de un mito de Jorge Raúl López Hidalgo      | Arde el desierto con los vientos que vienen del sur de Hugo Salcedo                                              | El tesoro de Churomo de David Monay Quirarte                                                                   | Un juglar de pentagran de Juan Carlos Rea Falcón                           | La ciencia ficción literatura y conocimiento de Gabriel Trujillo Muñoz                             | Treinta entrevistas de ayer y hoy, de vivos... de Sergio A. Burquez                                                                      | -                                                              | [ 2 ]                      |
| 1992    | La Soledad es un espejo es Gloria Ortiz Ramírez                       | Si tarda mucho mi ausencia de Javier Fernández Acévez | Aves amaestradas de Jorge Raúl López Hidalgo         | El velorio de los mangos de Ángel Norzagaray                                                                     | Categoría declarada desierta                                                                                   | La guerra de los magos de Juan Carlos Rea Falcón                           | Categoría declarada desierta                                                                       | Señas y reseñas de Gabriel Trujillo Muñoz                                                                                                | -                                                              | [ 2 ]                      |
| 1994    | Don de lenguas de Gabriel Trujillo Muñoz                              | Mar de cárceles de Jesús Ángel Ochoa Zazueta          | Laberinto de Gabriel Trujillo Muñoz                  | El Raite de Rafael Pérez Barrón                                                                                  | Cuentos mitos y mitotes para chicos y grandotes de Juan Carlos Rea Falcon                                      | Categoría declarada desierta                                               | Categoría declarada desierta                                                                       | Crónicas fronterizas de Edmundo Lizardi                                                                                                  | -                                                              | [ 2 ]                      |
| 1996    | Constelaciones de Gabriel Trujillo Muñoz                              | Las visitas de Alejandro Espinoza                     | Kitsch de Bruno Ruiz Pusateri                        | El viaje de Rafael Pérez Barrón                                                                                  | La Rumorosa donde las piedras nos miran de David Monay Quirarte                                                | Los niños brummm de Rafael Pérez Barrón                                    | Telón abierto de Hugo Salcedo                                                                      | Altas horas de Fernando Vizcarra | -                                                              | [ 2 ]                      |
| 1998    | En las lumbrerias de la California de Aglae Margalli                  | Primeros vuelos de Edmundo Lizardi                    | La silla eléctrica de Martín Romero                  | Entre extraños de Yolanda Cameselle                                                                              | La ballena gris y la borrega cimarrón de Juan Antonio Di Bella                                                 | Los guardianes del tiempo de Virginia Hernández                            | Ensayos de juguete de Regina Swain                                                                 | Comicópolis de Martín Romero | -                                                              | [ 2 ]                      |
| 2000    | Baladas para combatir la inanición de Jorge Ortega                    | Trebejos de Gabriel Trujillo Muñoz                    | Categoría declarada desierta                         | Buscando a abril de Elba Cortez Villapudua                                                                       | Cuando el mundo se gobernaba de otra manera de Juana Ríos Aizú                                                 | El bufón y el rey de Juan Carlos Rea Falcón                                | Escritos heteróclitos de Heriberto Yépez                                                           | Historias de Cultura de Jorge Arturo Freyding                                                                                            | -                                                              | [ 2 ]                      |
| 2002    | Poemas traspapelados de Gabriel Trujillo Muñoz                        | La ciudad y sus silencios de Alejandro Espinoza       | La saga de Alejandro Espinoza                        | La habitación de Bárbara Colio                                                                                   | Jaco y la mandolina roja de Juan Antonio Di Bella                                                              | Categoría declarada desierta                                               | Categoría declarada desierta                                                                       | Desde el sótano, antípodas de la academia de Tomás Di Bella                                                                              | -                                                              | [ 2 ]                      |
| 2004    | Zoofismas de Raúl Fernando Linares Borboa                             | Isla de Cedros de Ramón Betancourt                    | De mi hombro a tus manos de María Luisa Ruiz Arreola | Choques de Ángel Norzagaray                                                                                      | Terror en la oscuridad de Elba Cortez Villapudua                                                               | Gira, gira Nicolás de Bárbara Colio                                        | Tríptico arbitrario de Jorge Ortega                                                                | Made in Tijuana de Heriberto Yépez | -                                                              | [ 2 ]                      |
| 2006    | Inmigrantes Songs de Juan Carlos Rea Falcon                           | Fantasmas de Douglas de Virginia Hernández López      | Tiempo Imaginario de Marco Antonio Samaniego         | Predicador y la mujer pública de Juan Carlos Rea Falcon                                                          | De coyotes de Juana Ríos Aizú                                                                                  | Zopi mentiras y la machaca del chueco plata de Úrsula Tania Cabeza de Vaca | Cavilaciones mortuorias de Mauricio Ramos                                                          | Nuestra ciudad mia modelo para armar de Humberto Félix Berumen                                                                           | -                                                              | [ 2 ]                      |
| 2008    | Civilización de Gabriel Trujillo Muñoz                                | Tu casa es mi casa de Nylsa Martínez Morón            | Ficción barata de José Juan Aboytia                  | Yonke humano de Gerardo Navarro.                                                                                 | El perseguidor de sueños de Esmeralda Ceballos Vega                                                            | El círculo del 99 de Juan Carlos Rea.                                      | Pasiones fronterizas: dos mo(nu)mentos de la literatura bajacaliforniana de Gabriel Trujillo Muñoz | Flor caníbal: quince atisbos de un arte capaz de consumirse a sí mismo de Juan Carlos Reyna                                              | -                                                              | [ 2 ] [ 3 ]                |
| 2010    | El libro de lo post-poético de Heriberto Yépez                        | Descuentos de Jorge Luis Postlethwaite                | Tiene mi patio un olmo de Salvador Vizcarra Schumm   | Llegan los pájaros de Julio Jáuregui Arce                                                                        | La calle de Junior de Julio César Pérez Cruz                                                                   | Categoría declarada desierta                                               | Réquiem por Gutenberg de Daniel Salinas Basave                                                     | Border Pop: Texturas, interferencias y diálogos, de Rafael Saavedra                                                                      | -                                                              | [ 4 ] [ 2 ]                |
| 2012    | Topos en bisel de Raúl Fernando Linares Borboa                        | Pesca de altura de Gabriel Trujillo Muñoz             | La vida simple de Óscar Ángeles Reyes                | Afuera de Chantal Torres Montañez                                                                                | El león, el coyote y el borrego cimarrón. Cuentos de la montaña y el valle de Francisco Javier Bonilla Vázquez | La casa de los corazones puros de Esmeralda Ceballos Vega                  | Categoría declarada desierta                                                                       | Choques, rupturas, espectros. Avatares de la frontera en el arte tijuanense de Alfredo González Reynoso                                  | -                                                              | [ 5 ] [ 6 ] [ 2 ]          |
| 2014    | Arena oscura de Víctor Soto Ferrel                                    | Colores para Dolores de Jesús García Cisneros         | Parecía que la empujaba el viento de Juan José Luna  | Desde la tercera cuerda de Mizza Adrián Herrera Martínez                                                         | Categoría declarada desierta                                                                                   | Teatro breve para párvulos de Virginia Hernández                           | Fronteras reales / Fronteras escritas de Humberto Félix Berumen                                    | Crónicas cardinales. No ficción para el ocio de Marco Tulio Castro                                                                       | -                                                              | [ 7 ] [ 2 ]                |
| 2016    | El Impala rojo de Antonio León Sánchez                                | Crímenes sueltos José Salvador Ruiz Méndez            | Categoría declarada desierta                         | Romina y Joaquín de Alan René Márquez Lobato                                                                     | Categoría declarada desierta                                                                                   | El muro de Elba Cortez Villapudua                                          | Muertos en el tintero. La narrativa policíaca de Gabriel Trujillo de José Salvador Ruiz Méndez     | Viajes de un Ensenadense inocente de Asael Arroyo Re                                                                                     | -                                                              | [ 8 ] [ 2 ]                |
| 2018    | Cuadernos de la dispersión de Rosa Espinoza.                          | Por Zeus, al contrario de Ángel Murga                 | Notas del fin del mundo de Óscar Ángeles Reyes       | Campo de arroz tranquilo de Juan Alberto Mora Hirata                                                             | Cazamarcianos de Julio César Pérez Cruz                                                                        | La travesía de las lechuzas de Pamela Ruiz Arias                           | Categoría declarada desierta                                                                       | Furtividad bajo palabra de Daniel Salinas Basave                                                                                         | -                                                              | [ 9 ] [ 2 ]                |
| 2020    | Los poemas son vegetales en el capitalismo carnívoro de Teresa Avedoy | Esos seres extraños de Luis Alfredo Gastélum          | Ellos nunca de Josué Israel Pérez Camacho            | Por qué la gente recordará a mi padre de Daimary Sánchez Moreno                                                  | Aventuras en la mina de la muerte de Juan Antonio Di Bella                                                     | Mi mamá es un mapa de Chantal Torres Montañez                              | Tempus fugit: Aproximaciones a las palabras de otros de María Iliana Hernández Partida             | Conversaciones desde un mundo feliz. Modernidad, guerra y existencialismo de Hugo Alfredo Hinojosa                                       | -                                                              | [ 10 ] [ 2 ]               |
| 2022-23 | Este vientre es un conejo de carbón de Liliana López León             | Inevitable de Priscila Rosas Martínez                 | Una peluca rubia de Mónica Elizabeth González Rameño | O. R. P. G. (Online Role Playing Game) O razones para ganar con al menos un punto de vida de Yoall Morales Uribe | Categoría declarada desierta                                                                                   | Hombre lunar de Denizza Flores García                                      | Entresiglos: La poesía en Baja California (1985-2022) de Humberto Félix Berumen                    | Poetas de frontera. Anécdotas y otros diálogos con poetas tijuanenses nacidos en las décadas de 1940 y 1950 de Enrique Mendoza Hernández | Categoría declarada desierta                                   | [ 11 ] [ 12 ] [ 2 ] [ 13 ] |
| 2024    | La mitad de todo de Paty Blake                                        | Territoria de Ana Fabiola Fuentes Montes de Oca       | Distrito Norte de José Salvador Ruiz Méndez          | Pólvora en la milpa de Mariana Chávez                                                                            | El último mamut de Alfredo Ortega Trillo                                                                       | El color de los girasoles de Miguel Ángel Noriega y Jorge Alejandro Gómez  | Voces discrepantes del arte bajacaliforniano de Roberto Rosique                                    | Días inhábiles. Aproximaciones a la poesía y otras formas de abducción de Jorge Ortega                                                   | Odisea por la vaquita marina de Víctor Renné Rodríguez Sánchez | [ 14 ]                     |